# 4075 Sviridov
4075 Sviridov eller 1982 TL1 är en asteroid i huvudbältet som upptäcktes den 14 oktober 1982 av den rysk-sovjetiska astronomen Ljudmila Karatjkina vid Krims astrofysiska observatorium på Krim. Den har fått sitt namn efter den rysk-sovjetiske kompositören Georgij Sviridov.
Asteroiden har en diameter på ungefär tio kilometer.